# 4198 Panthera
4198 Panthera è un asteroide della fascia principale. Scoperto nel 1983, presenta un'orbita caratterizzata da un semiasse maggiore pari a 3,1233285 UA e da un'eccentricità di 0,1170280, inclinata di 2,37480° rispetto all'eclittica.